# Дорогаев, Денис Сергеевич
Дени́с Серге́евич Дорога́ев (род. 13 августа 1977 года, Новокузнецк, СССР)  — российский пловец - паралимпиец. Многократный призёр летних Паралимпийских игр, заслуженный мастер спорта России по плаванию среди спортсменов с поражением опорно-двигательного аппарата (ПОДА).

## Награды
- Медаль ордена «За заслуги перед Отечеством» II степени (4 ноября 2006 года) — за заслуги  в  развитии  физической  культуры и спорта и многолетнюю добросовестную работу[1].
- Медаль ордена «За заслуги перед Отечеством» I степени (30 сентября 2009 года) — за большой вклад в развитие физической культуры и спорта, высокие спортивные достижения на XIII Паралимпийских играх 2008 года в Пекине[2].
- Почётная грамота Президента Российской Федерации (10 сентября 2012 года) — за большой вклад в развитие физической культуры и спорта, высокие спортивные достижения на XIV Паралимпийских летних играх 2012 года в городе Лондоне (Великобритания).[3].
- Заслуженный мастер спорта России (2004).